# Lim Nam-kyu
Lim Nam-kyu (임남규; * 1. September 1989 in Seoul) ist ein ehemaliger südkoreanischer Rennrodler.
Lim Nam-kyu bestritt im relativ hohen Alter von 26 Jahren seine ersten internationalen Rennen, nachdem der südkoreanische Verband in Hinsicht auf die Olympischen Winterspiele 2018 in Pyeongchang sein Engagement verstärkt hatte, um in allem Sportarten möglichst angemessen vertreten zu sein.

## Sportliche Karriere

### Bis zu den Olympischen Spielen 2018
Seine ersten internationalen Rennen bestritt Lim in der Saison 2015/16 im Rahmen des Weltcups. Zum Auftakt der Saison wurde er 36. des Nationencup-Rennens von Igls, womit er die Qualifikation für das eigentliche Weltcup-Rennen verpasste. Da er die sich daran anschließende Weltcup-Tour über Nordamerikanische Bahnen nicht mitmachte, bestritt er erst nach dem Jahreswechsel in Sigulda sein zweites Rennen und verpasste als 23. des Nationencups nur knapp das Weltcup-Rennen. Die Weltmeisterschaften 2016 am Königssee beendete er als bester Südkoreaner auf dem 37. Platz. Danach trat er in der Saison in Altenberg zu seinem dritten und letzten Weltcup der Saison an. Als 18. des Nationencup-Rennens schaffte er zum ersten Mal die Qualifikation für ein Weltcup-Rennen und wurde in diesem 29. Zudem bestritt er mit Sung Eun-ryung, Park Jin-yong sowie Jung Myung-cho das Teamstaffel-Rennen, bei dem die Koreanische Mannschaft den achten Platz belegte. Mit 46 Punkten war er 41. der Gesamtwertung des Nationencups, mit 18 Punkten 47. der des Weltcups.

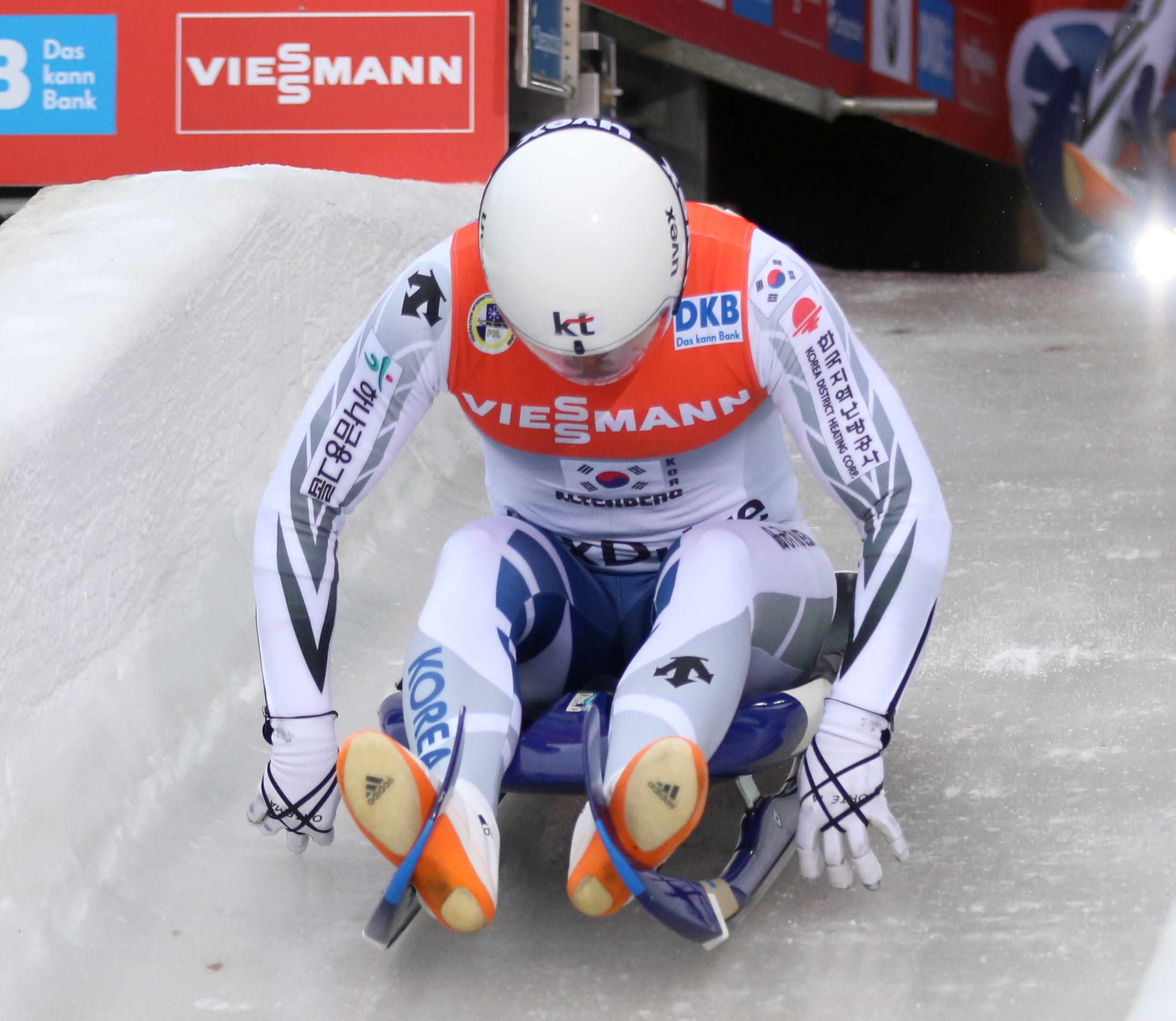
Lim beim Teamstaffel-Rennen im Februar 2017 in Altenberg

Zur Saison 2016/17 stieg Lim wie alle Koreaner erst nach dem Jahreswechsel in den Weltcup ein. In den Nationencup-Rennen belegte er am Königssee Rang 34., wurde 27. in Sigulda, 29. in Oberhof, 28. beim vorolympischen Rennen in Pyeongchang und zum Saisonabschluss in Altenberg 31. In keinem der Rennen gelang die Qualifikation für das Haupt-Weltcup-Rennen, doch startete er in Altenberg mit Aileen Frisch sowie dem Doppel Park/Kang im Teamstaffel-Rennen und wurde dort Achter. Mit 56 Punkten wurde er in der Gesamtwertung des Nationencups 44., in der des Weltcups mit fünf Punkten 54. Das Rennen in Altenberg waren zugleich die Asienmeisterschaften 2017, in deren Rahmen Lim sich hinter Shiva Keshavan, Lien Te-an und Kang Doung-kyu auf dem undankbaren vierten Rang platzierte.

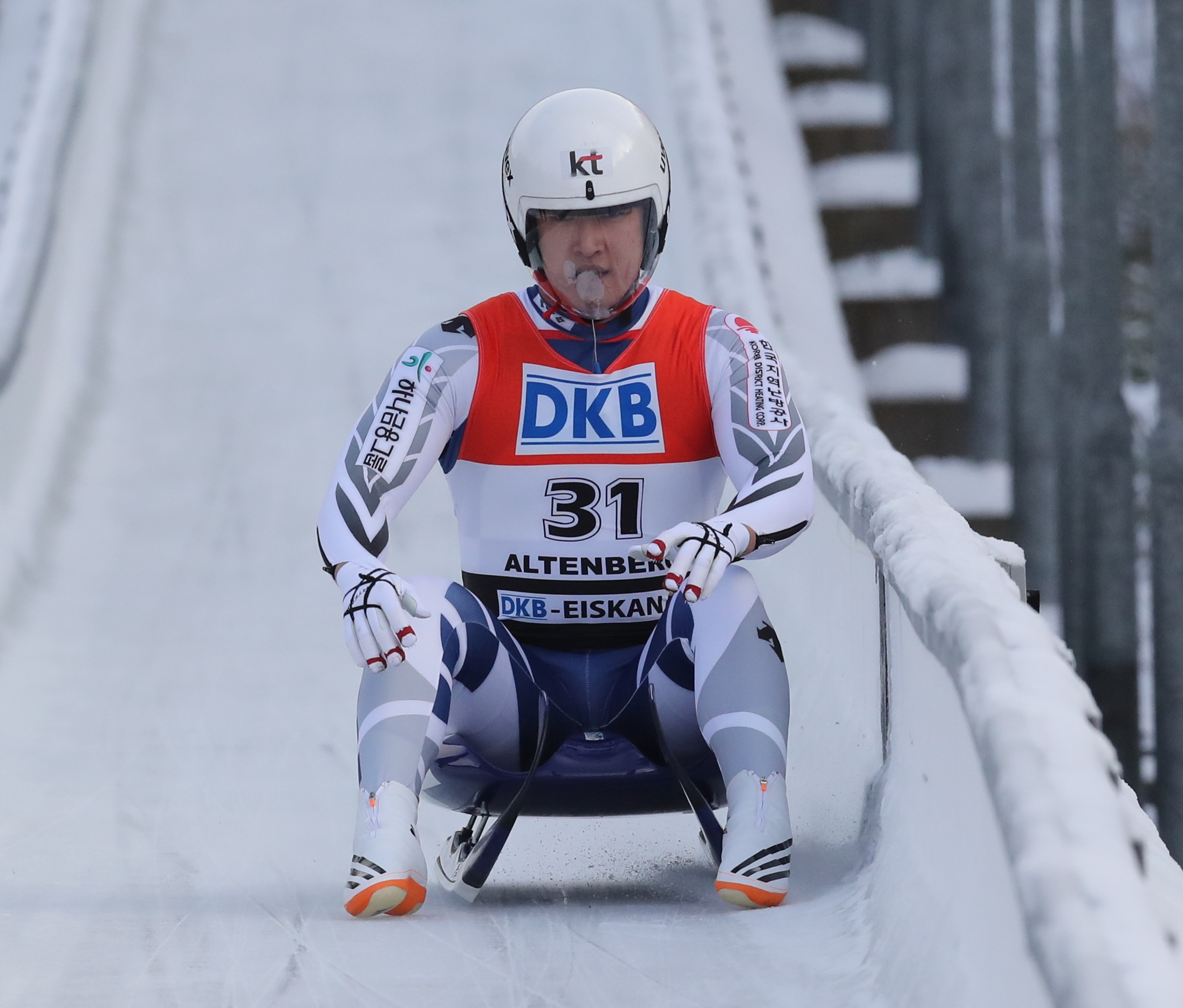
Lim beim Nationencup-Rennen von Altenberg, Dezember 2017

Nachdem Lim bis dahin immer Rodler Nummer drei hinter Kang Doung-kyu und Kim Dong-hyeon im südkoreanischen Team war, gelang ihm in der olympischen Saison eine massive Leistungssteigerung. In Igls begann er mit einem 38. Platz im Nationencup. Es folgten ein 37. Platz in Winterberg und ein 36. Rang in Altenberg. Anschließend konnte er erstmals an einem Teil der Nordamerika-Tour teilnehmen und wurde 30. des Nationencups von Calgary. Nach einer etwas längeren Pause kehrte er als einziger Koreaner zurück in den Weltcup und wurde in Oberhof Nationencup-28. Noch besser lief es in Lillehammer, wo er als 19. nur ganz knapp seine zweite Teilnahme an einem Weltcup-Rennen verpasste. Im letzten Rennen in Sigulda wurde er 26. Mit 73 Punkten war er dieses Mal 45. der Nationencup-Gesamtwertung, mit 13 Punkten in der Gesamtwertung des Weltcups auf einem mit Rupert Staudinger und Tilen Sirše geteilten 48. Platz. Als bester Südkoreaner und als letzter regulär qualifizierter Athlet der internen FIL-Wertung konnte Lim als einziger Südkoreaner im Männer-Einzelrennen im Rodeln bei den Heimspielen antreten, auf die mögliche Nominierung eins Nachrückers aufgrund eines nicht von Slowenien genutzten Startplatzes verzichtete die Gastgebernation. Bei den Rennen fuhr er im ersten Durchgang die 31. Zeit, im zweiten Durchgang war er respektabler 28. Nach der 29. Zeit im dritten Lauf lag er auf dem 30. Gesamtrang und schied damit aus, da nur die besten 20 den letzten Lauf bestritten. Anschließend kam er noch neben Aileen Frisch und dem Doppelsitzer Park Jin-yong/Kang Doung-kyu in der Teamstaffel zum Einsatz. Frisch legte stark vor und übergab mit der sechstbesten Zeit an Lim, der jedoch einen schwachen Lauf zeigte und am Ende im Vergleich die schlechteste Zeit aller männlichen Einsitzern fuhr und als Zehnter übergab. Das Doppel konnte mit der sechstbesten Zeit noch einen Rang gut machen, Südkorea wurde am Ende Neunte, womit der erhoffte Einbruch in die Phalanx der „Großen Sieben“ aus Europa und Nordamerika nicht gelang.

### Nach den Olympischen Spielen 2018

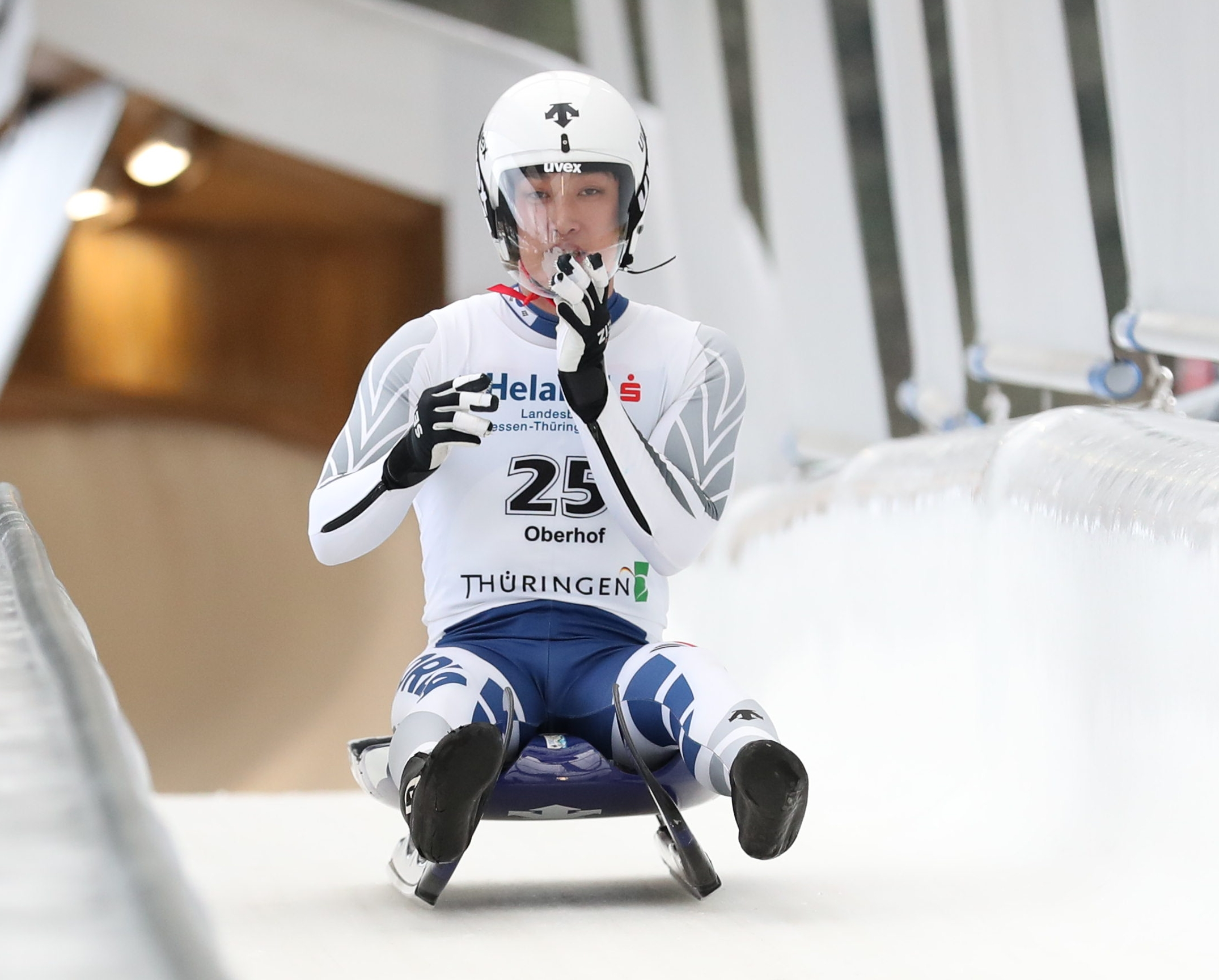
Lim beim Nationencup-Rennen im Januar 2020 in Oberhof

In der nacholympischen Saison 2018/19 kamen aus Korea nur die Fahrerinnen Hyesun Jung und Aileen Frisch sowie das Doppel Park Jin-yong und Jung Myung-cho, die alle einigermaßen regelmäßig in die Weltcuprennen vordringen konnten, zum Einsatz. Erst 2019/20 kam Lim wieder zu internationalen Einsätzen, wobei der der einzige männliche Einsitzer Koreas in der Saison blieb. Er begann seine Rückkehr in den Weltcup erst nach dem Jahreswechsel, nachdem die Nordamerika-Tour vorbei war. In Altenberg scheiterte er zunächst als 28. des Nationencups an der Qualifikation zum Hauptrennen, wurde aber mit Hyesun Jung und Park/Jung Zehnte des Teamstaffel-Rennens. In Lillehammer scheiterte er als 25. des Nationencups und wurde, in derselben Besetzung, Neunter mit der Teamstaffel. Auch in Sigulda und Oberhof verpasste er wieder die Hauptrennen als 32. und 27. der Nationencups. Anschließend startete er bei den Weltmeisterschaften 2020 in Sotschi. Wie bei den Olympischen Spielen belegte er den 30. Platz und wurde dieses Mal mit Frisch sowie Park/Jung Achter mit der Teamstaffel. Nach der WM ging die Saison in Winterberg weiter. Bei dem „Skandalrennen“, bei dem aufgrund der gefährlichen Bahn unter anderen die Österreicher und die US-Amerikaner ihre Teams zurückzogen und verschiedene Weltklasse-Athleten nicht antraten, gelang Lim als 16. des Nationencups zum zweiten Mal in seiner Karriere der Einzug in ein Weltcup-Rennen. Dieses beendete er als 22. und erreichte damit sein bestes internationales Ergebnis. Mit 77 Punkten belegte er den 30. Rang der Gesamtwertung des Nationencups und wurde mit 24 Punkten 41. des Gesamtweltcups.
Nach der Saison 2021/22 beendete Lim seine Karriere.

## Statistik

### Ergebnisse bei Meisterschaften
| Jahr | Olympische Spiele | Weltmeisterschaften | Asienmeisterschaften |
| ---- | ----------------- | ------------------- | -------------------- |
| 2016 | 0/                | 37.                 |                      |
| 2017 | 0/                | 0–                  | 04.                  |
| 2018 | 30./09.           | 0/                  | 0/                   |
| 2019 | 0/                | 0–                  | 0/                   |
| 2020 | 0/                | 30./09.             | 0/                   |

### Platzierungen in Gesamtwertungen
| Saison  | Weltcup | WC-Punkte | Sprintweltcup | NC-Nationencup | Punkte |
| ------- | ------- | --------- | ------------- | -------------- | ------ |
| 2015/16 | 47.     | 18        | 0/            | 41.            | 46     |
| 2016/17 | 54.     | 05        | 0/            | 44.            | 56     |
| 2017/18 | 48.     | 13        | 0/            | 45.            | 73     |
| 2018/19 | 0/      | 0/        | 0/            | 0/             | 0/     |
| 2019/20 | 41.     | 24        | 0/            | 30.            | 77     |

## Einzelbelege
1. ↑  Tim Reynolds: US, others pull out of Luge World Cup, citing safety. 21. Februar 2020, abgerufen am 19. Juli 2020 (englisch).
2. ↑  Korea pondering future in luge after 2 veterans retire. In: koreatimes.co.kr. The Korea Times, 11. Februar 2022, abgerufen am 21. Oktober 2022 (englisch).

| Personendaten    | Personendaten                                                                           |
| ---------------- | --------------------------------------------------------------------------------------- |
| NAME             | Lim, Nam-kyu                                                                            |
| ALTERNATIVNAMEN  | Nam-kyu, Lim; Namkyu, Lim; Nam-Kyu, Lim; Lim, Nam-Kyu; Lim, Namkyu; 임남규 (koreanisch) |
| KURZBESCHREIBUNG | südkoreanischer Rennrodler                                                              |
| GEBURTSDATUM     | 1. September 1989                                                                       |
| GEBURTSORT       | Seoul                                                                                   |